# Bennasser Benchohra
Bennasser Benchohra (în arabă بن ناصر بن شهرة) este o comună din provincia Laghouat, Algeria.
Populația comunei este de 9.621 de locuitori (2008).